# Сен-Прива (кантон)
Сен-Прива́ (фр. Saint-Privat) — кантон во Франции, находится в регионе Лимузен, департамент Коррез. Входит в состав округа Тюль.
Код INSEE кантона — 1921. Всего в кантон Сен-Прива входят 10 коммун, из них главной коммуной является Сен-Прива.

## Коммуны кантона
| Коммуна           | Население, чел. (2007) | Почтовый индекс | Код INSEE |
| ----------------- | ---------------------- | --------------- | --------- |
| Бассиньяк-ле-О    | 178                    | 19220           | 19018     |
| Даразак           | 158                    | 19220           | 19069     |
| Орьяк             | 218                    | 19220           | 19014     |
| Отфаж             | 307                    | 19220           | 19091     |
| Рильяк-Ксентри    | 308                    | 19220           | 19173     |
| Сен-Женье-о-Мерль | 105                    | 19220           | 19205     |
| Сен-Жюльен-о-Буа  | 475                    | 19220           | 19214     |
| Сен-Прива         | 1 115                  | 19220           | 19237     |
| Сен-Сирг-ла-Лутр  | 195                    | 19220           | 19193     |
| Сервьер-ле-Шато   | 686                    | 19220           | 19258     |

## Население
Население кантона на 2007 год составляло 3 745 человек.
| 1962  | 1968  | 1975  | 1982  | 1990  | 1999  | 2006  | 2007  |
| ----- | ----- | ----- | ----- | ----- | ----- | ----- | ----- |
| 4 531 | 5 023 | 4 746 | 4 592 | 4 249 | 3 799 | 3 724 | 3 745 |